# 眭澔平
眭澔平（1959年12月24日—），臺北市人，電視新聞主播記者出身，電視主持人，旅遊家。畢業於國立臺灣師範大學附屬高級中學、國立臺灣大學歷史學系、美國康乃爾大學東亞研究所碩士、世界文化史博士、英國里茲大學社會經濟學博士、中國山東中醫藥大學中醫醫學博士。曾擔任台視新聞主播，及台視《強棒出擊》、台視《暢銷排行榜》（與李秀媛主持）、中視《超級拍擋》（與陳美鳳主持）、華視教育文化頻道《世界一家親》、中央廣播電台《世界音樂文學之旅》、中央廣播電台《兒童音樂館》、中央廣播電台《聽台灣在唱歌》、湖南衛視《百科全說》（與謝娜主持）、旅遊衛視《行者眭澔平探險世界》、深圳衛視《大旅行家》等節目主持人。近年來也常在東森新聞台《關鍵時刻》和中天新聞台《新聞龍捲風》等談話性節目中擔任常態來賓。
眭澔平熱愛旅行、探險，走過世界超過200個國家地區，擁有豐富的旅行經驗，常受邀於通告節目擔任評論工作，評論的話題有外星人、UFO、世界歷史、古文明、全球未解之謎、奇幻、傳說等，但他曾說：「我在電視上說的內容，都是靠雙腿實地跑出來的；我不是名嘴，最多算是『名腿』！」
眭澔平參加國立臺灣大學校徽設計比賽與謝鎮源並列第二名。

## 演出作品

### 電視劇
- 台視八點檔連續劇《台灣演義》飾顧國忠
- 台視類戲劇《台灣風雲》之〈一百億男人〉飾何民安

## 主持作品

### 節目
- 2009年11月至2010年3月，於湖南衛視，與謝娜搭檔主持《百科全說》。

### 頒獎典禮
- 第34屆金馬獎

## 得獎
| 頒獎典禮                                | 獎項                                                                               |
| --------------------------------------- | ---------------------------------------------------------------------------------- |
| 第5屆金曲獎                             | 『最佳新人獎』《飛夢天涯》／歌林股份有限公司                                       |
| 第14屆金曲獎                            | 傳統暨藝術音樂類『最佳專輯製作人獎』《台灣百年歌謠樂史彈唱見證》／寰宇文化工作室   |
| 第23屆金鐘獎                            | 電視新聞採訪獎《韓國選戰衛星現場採訪報導》/ 臺灣電視公司                           |
| 第36屆金鐘獎                            | 廣播金鐘獎『教科文節目主持人獎』《聽台灣在唱歌》／財團法人中央廣播電台             |
| 第38屆金鐘獎                            | 廣播金鐘獎『編撰獎』《想你流行美樂地》／亞太廣播股份有限公司                       |
| 第47屆金鐘獎                            | 廣播金鐘獎『非流行音樂節目主持人獎』《世界音樂之旅》／苗栗正義廣播電台股份有限公司 |
| 第6屆中國當代徐霞客                     | 中國當代徐霞客 世界大旅行家                                                        |
| 第16屆上海國際音樂節                    | 銀獎《三毛與母親》                                                                 |
| 2022第42屆時報文學獎                    | 時報文學獎『報導文學獎』《來去龍發堂》／中國時報人間副刊                           |
| 好萊塢國際影展                          | 2018美國好萊塢國際影展最佳紀錄影片與導演獎《Land Diver勇往直潛》                   |
| 維加斯紀錄片影展                        | 2019-2020 維加斯紀錄片影展最佳導演與短片獎《Looking for Mom小海豹找媽媽》          |
| 第57屆休士頓國際影展(WorldFest-Houston) | 2024紀錄長片金獎《Reunion重聚》與銀獎《Everywhere無所不在》                        |

## 出版作品

### 著作
| 年份           | 書名                                            | 出版社             | ISBN               |
| 1990年9月1日   | 《誰應該與我相遇》                              | 皇冠出版社         | ISBN 9789573303923 |
| 1990年10月1日  | 《風雲人物句典》                                | 皇冠出版社         | ISBN 9789573304159 |
| 1991年3月1日   | 《美麗與哀愁》                                  | 皇冠出版社         | ISBN 9789573307129 |
| 1991年8月1日   | 《相遇自是有緣》                                | 皇冠出版社         | ISBN 9789573306146 |
| 1991年11月1日  | 《眭澔平與你談心 --- 生涯規劃高招秘笈》         | 張老師出版社       | ISBN 9579486816    |
| 1992年3月1日   | 《美夢成真》                                    | 希代出版社         | ISBN 9575441745    |
| 1992年4月24日  | 《流浪的檳榔》                                  | 圓神出版社         | ISBN 9576070643    |
| 1992年5月1日   | 《母親的旗袍》                                  | 皇冠出版社         | ISBN 9789573307594 |
| 1992年7月1日   | 《千山萬水情》                                  | 皇冠出版社         | ISBN 9789573307822 |
| 1992年12月1日  | 《戰勝自己-眭澔平青春留言板》                   | 希代出版社         | ISBN 9575443357    |
| 1993年3月15日  | 《柔情沙漠》                                    | 皇冠出版社         | ISBN 9789573308850 |
| 1995年1月1日   | 《做IU 的主人-眭澔平看生命》                    | 希代出版社         | ISBN 9575449495    |
| 1995年11月1日  | 《澔平與你談心 --- 生涯規劃高招秘笈（演講錄）》 | 張老師出版社       | ISBN 9576932173    |
| 1997年10月15日 | 《人生就是一場大催眠秀》                        | 百通圖書           | ISBN 9578020538    |
| 2003年1月      | 《你是我不及的夢─給三毛最後的禮物》             | 圓神出版社         | ISBN 9789866953309 |
| 2007年8月1日   | 《消失の35分鐘》                                | 科寶文化           | ISBN 9576078601    |
| 2009年5月1日   | 《尋找世界心靈地圖:般若心經演義》(附CD)         | 花城出版社         | ISBN 9787536056404 |
| 2009年9月1日   | 《眭澔平探險世界:神秘古文明探險記》             | 汕頭大學出版社     | ISBN 9787811206739 |
| 2010年12月30日 | 《三毛最後一封信》                              | 人類智庫文化       | ISBN 9789866137013 |
| 2013年3月1日   | 《我看到的世界和你們不一樣》                    | 中國廣播電視出版社 | ISBN 9787504367082 |
| 2015年9月9日   | 《眭澔平唱遊世界文學集（附CD） 》               | 遠景出版社         | ISBN 9789573909668 |
| 2016年10月24日 | 《世界知識全知道 眭澔平的地球小學堂》           | 人類智庫出版社     | ISBN 4715443032506 |
| 2016年11月23日 | 《眭澔平地球長征之旅：有多遠走多遠》            | 人類智庫出版       | ISBN 4715443032469 |
| 2016年12月16日 | 《眭澔平探索世界奇觀》                          | 人類智庫出版       | ISBN 4715443035989 |
| 2021年5月1日   | 《每一趟旅行都是愛與夢的分享》                  | 四塊玉文創出版     | ISBN 9789865510718 |

## 廣告
- 天稘生物科技股份有限公司「維力康」護肝健康食品（與盛竹如共同代言）
- 康柏科技股份有限公司「RELIVE」西班牙藏紅花循環保健食品

## 外部連結
- 台灣作家作品目錄資料庫——眭澔平 （页面存档备份，存于）
- 眭澔平的新浪微博
- 眭澔平的网易微博